# Axel Ohlsson
Axel Georg "Acke" Ohlsson, senare Olausson, född 6 november 1910 i Borås, död 17 juli 1995 i Borås, var en svensk fotbollsmålvakt.
Ohlsson representerade IF Elfsborg i Allsvenskan 1933/1934–1937/1938. Sammanlagt gjorde han 65 allsvenska matcher för klubben. Till säsongen 1938/1939 gick han till IFK Göteborg, där han gjorde 107 seriematcher fram till säsongen 1944/1945. Efter den aktiva karriären var han säsongen 1953/1954 tränare för IFK Göteborg.
År 1934 spelade Ohlsson en A-landskamp och en B-landskamp för Sverige.